# Martín Martínez (actor)
Martín Raúl Martínez Gonzáles (Lima, 4 de agosto de 1984) es un actor y dramaturgo peruano. Alcanzó reconocimiento por haber protagonizado en obras de teatro en su país. Dentro de sus trabajos en la actuación, se destacó por su personaje antagónico de Petronilo Quispe Villegas en la telenovela Luz de esperanza.

## Biografía
Nació el 4 de agosto de 1984 en Lima, bajo el nombre completo de Martín Raúl Martínez González.
Estudió la carrera de administración de empresas en la Pontificia Universidad Católica del Perú, siendo egresado ejerciendo la profesión, donde comenzaría a trabajar como parte de una entidad pública del Estado Peruano y más tarde, abandonar su trabajo. Al poco tiempo, comenzaría a optar por la actuación en el cual recibiría clases en los talleres de los actores Aristóteles Picho y Javier Echevarría; complementando con sus estudios teatrales de la mano de Carlos Acosta y en la Academia Diez Talentos.
Comenzó su carrera artística en el año 2012, haciendo su debut con la obra teatral La ciudad y los perros de la dirección de Edgar Saba, interpretando a uno de los cadetes del Colegio Militar Leoncio Prado. Ya para el año siguiente, se incluiría a la otra ficción Bolognesi en Arica como rol principal. En el año 2014, asume por primera vez el protagónico con la comedia romántica La cábala como Carlos, quién ayuda a la esposa de su difunto amigo a cumplir con la cábala.
Participó en el drama José Aurelio rumbo a Francia en 2016, donde recibió el galardón de «Mejor actor de drama» por parte de los Premios El Oficio Crítico. Adicionalmente, fue parte de los reparto del montaje biográfico Lucha Reyes, sin decirte adiós en 2018 como Henry; además de sus esporádicas apariciones en las películas La hora final (2017) y La decisión de Amelia (2023). En ese mismo año, codirigió el montaje Mientras escribes.
Como dramaturgo, fue autor de las obras literarias Chusquillo en la ciudad en 2018 y Quiéreme, Albert en 2021, consagrándose en esta última como ganador del concurso local Dialogando el amor por el dicho proyecto, además de interpretar al detective Tony.
Previo a ello, prestó su colaboración con el actor Javier Valdés para el desarrollo de sus dictados de clases de actuación a partir de 2017. Saltó a la fama internacional, ingresando al reparto principal de la telenovela La Reina del Sur en 2021 como el escolta Eloy, y antagonizó la otra producción del mismo género Maricucha durante las temporadas 2022 y 2023, interpretando al sicario Parásito.
Antagonizó la obra Crónicas de la Maca Brown, la hija del presidente en 2021, interpretando al secuestrador Brownie, quién haría la vida imposible a Macarena Brown.
Martínez volvió al protagónico con la obra teatral Enamorarse es hablar corto y enredado en 2022, compartiendo roles con la actriz María del Carmen Sirvas. Martínez protagoniza el montaje biográfico Olaya en 2023, bajo el personaje de José Olaya, precursor de la Independencia del Perú; y fue parte de la producción y dirección del montaje Gigantes de la mano de la productora Camerino 4. Fue protagonista de la obra peruana Geografías en 2022, bajo el personaje de Federico, un chico con  síndrome de Asperger, y compartió el rol al lado de Ebelin Ortiz.
Martínez se incluye al reparto principal de la telenovela peruana Luz de esperanza en 2023, interpretando a Petronilo Quispe, fanático del cantante protagonista León Zárate, quién lo salvó de la muerte tras sufrir un accidente automovilístico al caer del barranco de un río; siendo éste personaje que lo llevaría al estrellato.

## Filmografía

### Teatro
| Año       | Título                                                      | Rol               | Notas                      |
| --------- | ----------------------------------------------------------- | ----------------- | -------------------------- |
| 2012      | La ciudad y los perros                                      | Cadete de cuartel | Rol principal              |
| 2013      | Bolognesi en Arica                                          |                   | Rol principal              |
| 2014      | La cábala                                                   | Carlos            | Rol protagónico            |
| 2015      | El carmelo                                                  |                   | Rol coprotagónico          |
| 2015-2016 | José Aurelio en Francia                                     |                   | Rol principal              |
| 2017      | Mientras escribes                                           | Él mismo          | Codirector y autor         |
| 2018      | Lucha Reyes, sin decirte adiós                              | Henry             | Rol antagónico principal   |
| 2019      | Sailor                                                      |                   | Rol principal              |
| 2019      | Mosca                                                       |                   | Rol protagónico            |
| 2020      | El primer caso paranormal del doctor Fata y la Bruja Iqueña | Doctor Fata       | Rol protagónico            |
| 2021      | Crónicas de la Maca Brown, la hija del presidente           | Brownie           | Rol antagónico protagónico |
| 2022      | Enamorarse es hablar corto y enredado                       |                   | Rol protagónico            |
| 2023-2024 | Olaya                                                       | José Olaya        | Rol protagónico            |
| 2023      | Gigantes                                                    |                   | Rol principal              |
| 2023      | Quiéreme, Albert                                            | Tony              | Rol coprotagónico          |
| 2023      | Geografías                                                  | Federico          | Rol protagónico            |
| 2023      | Todas las noches                                            |                   | Rol protagónico            |

### Televisión
| Año       | Título                  | Rol                               | Notas                  | Emisión            |
| --------- | ----------------------- | --------------------------------- | ---------------------- | ------------------ |
| 2015      | Ramírez                 | Detective                         | Rol principal          | América Televisión |
| 2017      | Conversando con la Luna |                                   | Rol secundario         | TV Perú            |
| 2017-2021 | De vuelta al barrio     | Policarpio Mayta Yupanqui         | Rol recurrente         | América Televisión |
| 2022      | La Reina del Sur        | Escolta Eloy                      | Rol secundario         | Telemundo          |
| 2022-2023 | Maricucha               | Benjamín Zárate «Parásito»        | Antagonista secundario | América Televisión |
| 2023-2024 | Luz de esperanza        | Petronilo Quispe Villegas «Petro» | Antagonista principal  | América Televisión |
| 2025      | Eres mi sangre          | Giancarlo Lozada Flores           | Antagonista recurrente | América Televisión |

### Cine
- La hora final (2017)
- El caso Monroy (2022) como Policía (rol principal).
- La decisión de Amelia (2023) como Ricardo (rol principal).
- Pirú: un viaje de oro (2023)
- Tiempo de valientes (2024)
- Chavín de Huántar: El rescate del siglo (2025)

## Premios y nominaciones
| Año  | Premios                   | Categoría              | Trabajo                                           | Resultado | Ref.             |
| ---- | ------------------------- | ---------------------- | ------------------------------------------------- | --------- | ---------------- |
| 2016 | Premios El Oficio Crítico | «Mejor actor de drama» | Bolognesi en Arica                                | Ganador   | [ 2 ]            |
| 2021 | Premios El Oficio Crítico | «Mejor actor de drama» | Crónicas de la Maca Brown, la hija del presidente | Ganador   | [cita requerida] |

## Literatura
- Mientras escribes (2017), autor.
- Chusquillo en la ciudad (2018), autor.
- Quiéreme, Albert (2021), autor.